# Koyuk
Koyuk (Inupiaq: Quyuk) ist eine Ortschaft in der Nome Census Area im Südosten der Seward-Halbinsel in West-Alaska. Die Einwohnerzahl betrug 2016 schätzungsweise 369.
Koyuk liegt an der Mündung des Koyuk River in die Norton Bay im äußersten Nordosten des Norton-Sunds. 66 km südlich befindet sich Shaktoolik, knapp 100 km westsüdwestlich Golovin sowie 207 km westsüdwestlich die Stadt Nome. 
92 % der Bevölkerung sind indianischer Abstammung. 
Das Iditarod-Hundeschlittenrennen passiert auf dem Weg nach Nome die Ortschaft Koyuk.